# شون فوجیموتو
شون فوجیموتو (به انگلیسی: Shun Fujimoto) ژیمناست زادهٔ ۱۱ مه ۱۹۵۰ میلادی اهل کشور ژاپن است.